# Лиз Смит
Бети Глидл (енгл.Betty Gleadle; 11. децембра 1921 − 24. децембра 2016) позната под уметничким именом Лиз Смит, била је енглеска глумица.

## Детињство и младост
Лиз Смит, право име Бети Глидл (енгл. Betty Gleadle) рођена је 1921. године у Линконширу. Мајка јој је умрла када је имала 2 године. Њен отац је напустио њен живот недуго затим, када његова нова супруга није желела да он има било какав контакт са својим претходним животом. "Мој отац је заиста био помахнитао. Једноставно је отишао са гомилом жена, а затим се оженио оном која је рекла да мора потпуно да се одвоји од свог претходног живота, а то је значило и за мене." Одгајила ју је њена баба. Током Другог светског рата служила је у Женској краљевској поморској служби Краљевске морнарице.

## Каријера
Лиз Смит је славу као глумица пронашла у годинама када већина људи размишља о пензији. Био је то дуг пут до евентуалне звезде, током које се она борила да подигне породицу након распалог брака. Док је направила нешто од имена глумећи помало шарене старе даме, права Лиз Смитх била је далеко од ових персона на екрану.

## Лични живот и смрт
1945. удала се за Џек Томаса (енгл. Jack Thomas), којег је упознала док је био на служби у Индији. Имали су двоје деце, али су се развели 1959. Она је сама одгајила сина и ћерку. Описала је ово као изузетно тежак период у свом животу. Умрла 24. децембра 2016. године у својој кући, тринаест дана након 95. рођендана.

## Филмографија
| Жанр                  | Година | Наслов                                         |
| --------------------- | ------ | ---------------------------------------------- |
| Филм                  | 1970   | Лео Последњи                                   |
| Филм                  | 1971   | Блеак Моментс                                  |
| ТВ серија             | 1972   | Еммердале                                      |
| ТВ серија             | 1973   | Последње летње вино                            |
| TВ серија             | 1973   | Играјте за данас                               |
| ТВ серија             | 1974   | Приче за спавање                               |
| ТВ серија             | 1974   | Боотсие и Снудге                               |
| ТВ серија             | 1974   | Крунски суд                                    |
| TВ минисерија         | 1974   | Дејвид Коперфилд                               |
| ТВ серија             | 1974   | Не, искрено                                    |
| ТВ серија             | 1974   | Играјте за данас                               |
| ТВ серија             | 1974   | Други град                                     |
| ТВ серија             | 1974   | Седам лица жене                                |
| ТВ серија             | 1974   | Саут Рајдинг                                   |
| ТВ серија             | 1974   | Сеоска кућа                                    |
| ТВ серија             | 1975   | Крунски суд                                    |
| ТВ серија             | 1975   | Нисам знао да ти је стало                      |
| ТВ филм               | 1975   | То је леп дан сутра                            |
| ТВ серија             | 1975   | Играјте за данас                               |
| ТВ серија             | 1975   | Свеенеи                                        |
| Филм                  | 1976   | То се не би требало догодити Вету              |
| ТВ серија             | 1976   | Крунски суд                                    |
| ТВ филм               | 1976   | Звонар Богородичине цркве                      |
| ТВ серија             | 1976   | Нисам знао да ти је стало                      |
| Филм                  | 1976   | Пинк пантер поново напада                      |
| ТВ серија             | 1977   | Улица војвоткиње од војводе                    |
| Филм                  | 1977   | Дуелисти                                       |
| ТВ минисерија         | 1977   | Николас Никлби                                 |
| ТВ серија             | 1977   | Играј данас                                    |
| ТВ серија             | 1977   | Риппинг Иарнс                                  |
| Филм                  | 1977   | Опљачкати                                      |
| ТВ серија             | 1978   | Нисам знао да бринеш                           |
| ТВ серија             | 1978   | Within These Walls                             |
| Филм                  | 1979   | Agatha                                         |
| ТВ серија             | 1979   | I Didn't Know You Cared                        |
| ТВ серија             | 1980   | Bernie                                         |
| ТВ серија             | 1980   | In Loving Memory                               |
| TV series             | 1980   | Madhouse                                       |
| TV series             | 1980   | Play for Today                                 |
| Филм                  | 1980   | Sir Henry at Rawlinson End                     |
| Филм                  | 1981   | The Monster Club                               |
| Филм                  | 1981   | The French Lieutenant's Woman                  |
| Филм                  | 1982   | Britannia Hospital                             |
| Филм                  | 1982   | Crystal Gazing                                 |
| ТВ серија             | 1982   | The Gentle Touch                               |
| Филм                  | 1982   | Give Us This Day                               |
| ТВ серија             | 1982   | In Loving Memory                               |
| ТВ Филм               | 1982   | Russian Night... 1941                          |
| Филм                  | 1982   | Trail of the Pink Panther                      |
| ТВ серија             | 1983   | Agatha Christie's Partners in Crime            |
| Филм                  | 1983   | Fanny Hill                                     |
| Филм                  | 1983   | Curse of the Pink Panther                      |
| ТВ Филм               | 1983   | Love Story: Mr. Right                          |
| ТВ серија             | 1983   | Now and Then                                   |
| ТВ филм               | 1983   | Separate Tables                                |
| ТВ серија             | 1984   | The Bill                                       |
| ТВ филм               | 1984   | A Christmas Carol                              |
| ТВ серија             | 1984   | The Lenny Henry Show                           |
| ТВ серија             | 1984   | Now and Then                                   |
| ТВ серија             | 1984   | One by One                                     |
| Филм                  | 1984   | A Private Function                             |
| ТВ серија             | 1985   | Mann's Best Friends                            |
| ТВ серија             | 1985   | Rainbow                                        |
| ТВ серија             | 1986   | Harem                                          |
| ТВ серија             | 1986   | King & Castle                                  |
| ТВ минисерија         | 1986   | The Life and Loves of a She-Devil              |
| ТВ серија             | 1987   | Bust                                           |
| ТВ минисерија         | 1987   | Imaginary Friends                              |
| ТВ серија             | 1987   | Valentine Park                                 |
| ТВ филм               | 1987   | When We Are Married                            |
| ТВ серија             | 1987   | Worlds Beyond                                  |
| Филм                  | 1987   | Little Dorrit                                  |
| Филм                  | 1988   | We Think the World of You                      |
| Филм                  | 1988   | Apartment Zero                                 |
| Филм                  | 1988   | High Spirits                                   |
| ТВ серија             | 1988   | Valentine Park                                 |
| ТВ серија             | 1989   | All Change                                     |
| Филм                  | 1989   | Bert Rigby, You're a Fool                      |
| Филм                  | 1989   | The Cook, the Thief, His Wife & Her Lover      |
| ТВ серија             | 1989   | Screen Two                                     |
| ТВ серија             | 1989   | Singles                                        |
| ТВ серија             | 1989   | Wonderworks: Young Charlie Chaplin             |
| ТВ серија             | 1990   | A Bit of Fry & Laurie                          |
| ТВ филм               | 1990   | Dunrulin                                       |
| ТВ серија             | 1990   | Screen Two                                     |
| ТВ серија             | 1991   | 2point4 Children                               |
| ТВ серија             | 1991   | The Bill                                       |
| ТВ серија             | 1991   | Bottom                                         |
| ТВ серија             | 1991   | El C.I.D.                                      |
| ТВ серија             | 1991   | Making Out                                     |
| ТВ серија             | 1992   | 2point4 Children                               |
| Филм                  | 1992   | Dakota Road                                    |
| ТВ серија             | 1992   | The Young Indiana Jones Chronicles             |
| ТВ серија             | 1993   | 2point4 Children                               |
| ТВ серија             | 1993   | Cluedo                                         |
| ТВ серија             | 1993   | Lovejoy                                        |
| Филм                  | 1993   | Son of the Pink Panther                        |
| Филм                  | 1993   | Piccolo Grande Amore                           |
| ТВ серија             | 1994   | 2point4 Children                               |
| ТВ филм               | 1994   | Doggin' Around                                 |
| ТВ серија             | 1994   | New Voices                                     |
| ТВ серија             | 1994   | Pirates                                        |
| ТВ серија             | 1994   | Takin' Over the Asylum                         |
| ТВ серија             | 1994   | The Vicar of Dibley                            |
| ТВ серија             | 1995   | 2point4 Children                               |
| ТВ серија             | 1995   | Casualty                                       |
| Анимирна ТВ серија    | 1995   | Crapston Villas                                |
| Филм                  | 1995   | Haunted                                        |
| ТВ серија             | 1996   | 2point4 Children                               |
| ТВ серија             | 1996   | Karaoke                                        |
| ТВ серија             | 1996   | The Queen's Nose                               |
| Филм                  | 1996   | Secrets & Lies                                 |
| ТВ серија             | 1996   | The Vicar of Dibley                            |
| Film                  | 1997   | Keep the Aspidistra Flying                     |
| Film                  | 1998   | Sweet Revenge                                  |
| ТВ серија             | 1998   | 2point4 Children                               |
| Кратак филм           | 1998   | Anthrakitis                                    |
| ТВ серија             | 1998   | The Bill                                       |
| Анимирана ТВ серија   | 1998   | The Canterbury Tales                           |
| ТВ серија             | 1998   | The Royle Family                               |
| ТВ серија             | 1998   | V.I.P.                                         |
| ТВ серија             | 1999   | 2point4 Children                               |
| ТВ филм               | 1999   | Alice in Wonderland                            |
| ТВ серија             | 1999   | A Christmas Carol                              |
| ТВ мнисерија          | 1999   | Oliver Twist                                   |
| ТВ серија             | 1999   | The Queen's Nose                               |
| ТВ серија             | 1999   | The Royle Family                               |
| ТВ серија             | 1999   | The Ruth Rendell Mysteries                     |
| Филм                  | 1999   | Tom's Midnight Garden                          |
| Филм                  | 1999   | Tube Tales                                     |
| Анимирана ТВ серија   | 2000   | Animated Tales of the World                    |
| ТВ филм               | 2000   | A Christmas Carol                              |
| ТВ серија             | 2000   | City Central                                   |
| ТВ филм               | 2000   | Donovan Quick                                  |
| ТВ серија             | 2000   | The Royle Family                               |
| ТВ филм               | 2001   | The Life and Adventures of Nicholas Nickleby   |
| ТВ серија             | 2002   | The Bill                                       |
| ТВ филм               | 2002   | A Good Thief                                   |
| ТВ серија             | 2002   | Trial & Retribution                            |
| Анимирани кратак филм | 2003   | Anna Spud                                      |
| ТВ серија             | 2003   | Between the Sheets                             |
| ТВ серија             | 2003   | Doctors                                        |
| Филм                  | 2004   | Dead Cool                                      |
| ТВ минисерија         | 2004   | Imperium: Nerone                               |
| Филм                  | 2005   | Charlie and the Chocolate Factory              |
| Film                  | 2005   | Oliver Twist                                   |
| Анимирани филм        | 2005   | Wallace & Gromit: The Curse of the Were-Rabbit |
| Филм                  | 2005   | Keeping Mum                                    |
| Филм                  | 2006   | The Magic Flute                                |
| ТВ серија             | 2006   | The Royle Family                               |
| ТВ филм               | 2007   | The Abbey                                      |
| Филм                  | 2008   | City of Ember                                  |
| Филм                  | 2008   | Flick                                          |
| ТВ серија             | 2008   | Lark Rise to Candleford                        |
| ТВ филм               | 2009   | The Antiques Rogue Show                        |
| ТВ филм               | 2009   | The All Star Impressions Show                  |
| ТВ минисерија         | 2013   | Common Ground                                  |
| ТВ серија             | 2013   | The Tunnel                                     |